# Böklund
Pour les articles homonymes, voir Boklund.
Böklund (en danois: Bøglund) est une municipalité allemande située dans le land du Schleswig-Holstein et dans l'arrondissement de Schleswig-Flensbourg. En 2015, sa population est de 1 560 habitants.